# Piatră concasată

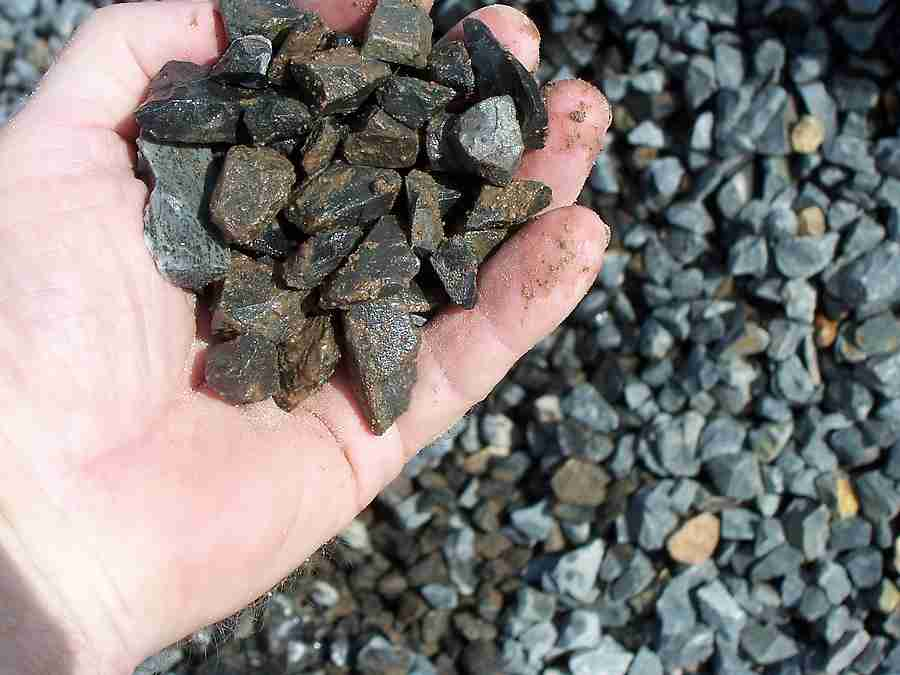
Piatră concasată cu dimensiunea de 20 mm

Piatra concasată este o rocă de dimensiuni mici produsă prin spargerea rocilor în componente mai mici, la dimensiunea dorită, prin folosirea concasoarelor. Este distinctă de pietriș sau balast, care sunt produse de procese naturale de eroziune. 
După ce are loc procesul de concasare, piatra alcătuită din granule de formă poliedrică, este spălată și selecționată în diferite sorturi, de regulă cu dimensiunile 0-4mm, 4-8mm, 8-16mm, 16-31mm, 25-63mm, și 63-90 mm. Fragmentele ce depășesc 80-90 mm, intră în categoria piatră brută. Cele de dimensiuni mici, poartă denumirea de criblură.
Piatra concasată este folosită foarte mult în construcții, de la drumuri pavate, balast pentru căi ferate, la producerea betonului.